# Jesús Vidal Chamorro
Jesús Vidal Chamorro (Madrid, 6 maggio 1974) è un vescovo cattolico spagnolo, dal 3 dicembre 2024 vescovo di Segovia.

## Biografia
Monsignor Chamorro è nato a Madrid il 6 maggio 1974 e ha trascorso la sua infanzia nel quartiere di Ciudad Lineal della stessa città.

### Formazione e ministero sacerdotale
Nel 1997 ha conseguito la laurea presso la Facoltà di Scienze Economiche e Aziendali dell'Università Complutense di Madrid. Nello stesso anno è entrato nel seminario conciliare di Madrid dove ha compiuto gli studi ecclesiastici. Nel 2007 ha ottenuto la licenza in teologia morale presso l'Università ecclesiastica San Damaso di Madrid.
L'8 maggio 2004 è stato ordinato presbitero per l'arcidiocesi di Madrid nella cattedrale arcidiocesana dal cardinale Antonio María Rouco Varela, arcivescovo metropolita di Madrid. In seguito è stato vicario parrocchiale della parrocchia di Nostra Signora del Rosario di Fátima a Madrid nel 2004; vice-consigliere diocesano dell'Azione Cattolica Generale di Madrid dal 2004 al 2008; vice-rettore dell'oratorio del Santo Niño del Remedio a Madrid dal 2004 al 2008; consigliere diocesano dell'Azione Cattolica Generale di Madrid dal 2008 al 2015; rettore dell'oratorio del Santo Niño del Remedio a Madrid dal 2008 al 2015; consigliere diocesano di Manos Unidas, un'associazione non governativa che si occupa dell'aiuto, della promozione e dello sviluppo dei paesi poveri, dal 2008 al 2013; delegato vescovile per l'infanzia e la gioventù dal 2013 al 2015; vice-consigliere nazionale di Manos Unidas dal 2010 al 2014; rettore del seminario conciliare di Madrid dell'Immacolata e San Damaso dal 2015 al 2018  e parroco della parrocchia di Santa María de la Cabeza a Madrid dal 2016 al 2017.
È stato anche membro del consiglio presbiterale dal 2012 al 2017  e membro del collegio dei consultori dal 2017.

### Ministero episcopale
Il 29 dicembre 2017 papa Francesco lo ha nominato vescovo ausiliare di Madrid e titolare di Elepla. Ha ricevuto l'ordinazione episcopale il 17 febbraio successivo nella cattedrale dell'Almudena a Madrid dal cardinale Carlos Osoro Sierra, arcivescovo metropolita di Madrid, co-consacranti il cardinale Antonio María Rouco Varela, arcivescovo emerito della stessa arcidiocesi, e Renzo Fratini, nunzio apostolico in Spagna e Andorra.
Con 43 anni di età era il vescovo più giovane del suo paese.
Ha prestato servizio come vicario generale dell'arcidiocesi. È rimasto membro del consiglio presbiterale.

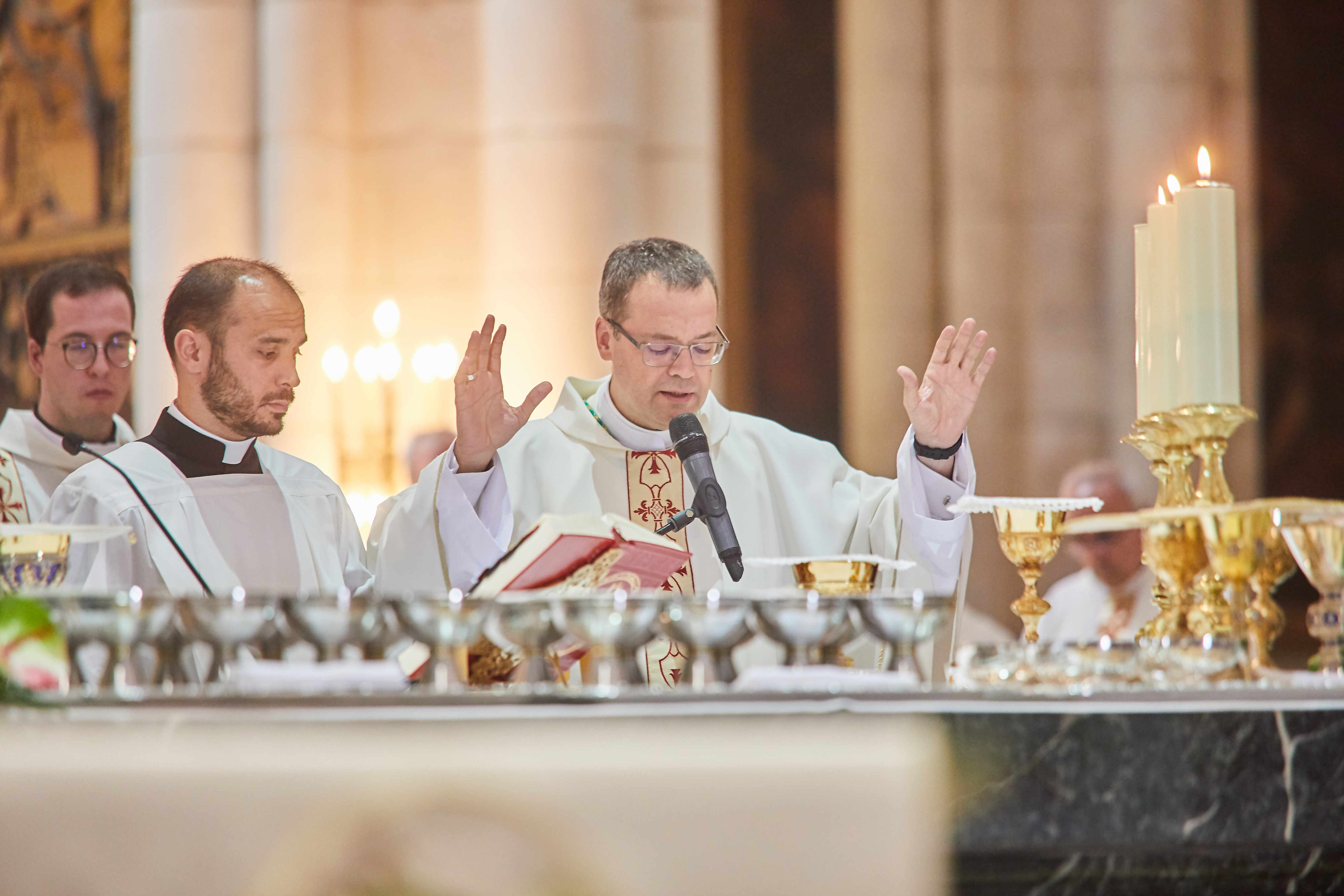
Monsignor Vidal Chamorro concelebra alla messa di presa di possesso di José Cobo Cano, nuovo arcivescovo metropolita di Madrid, nel 2023.

Il 7 novembre 2023 il cardinale José Cobo Cano, arcivescovo di Madrid da qualche mese, lo ha confermato vicario generale e nominato moderatore della curia.
L'11 novembre 2020 è stato nominato membro del Dicastero per il servizio dello sviluppo umano integrale per un quinquennio.
Dal 21 settembre 2022 al 10 giugno 2023 è stato anche amministratore apostolico sede vacante di Alcalá de Henares.
Il 28 novembre 2023 è stata resa pubblica la sua nomina a referente per l'aggiornamento della formazione sacerdotale iniziale nei seminari in Spagna.
Il 3 dicembre 2024 papa Francesco lo ha nominato vescovo di Segovia. Il 7 gennaio successivo si è congedato dall'arcidiocesi di Madrid con una messa celebrata nella cattedrale dell'Almudena. Ha preso possesso della diocesi il 18 gennaio successivo con una cerimonia tenutasi nella cattedrale dell'Assunzione di Maria Vergine e di san Frutto a Segovia. Durante l'omelia, ha sottolineato un messaggio inclusivo e accogliente dicendo: "Il Signore accoglie tutti nella sua Chiesa".
In seno alla Conferenza episcopale spagnola è vicepresidente della commissione per il clero e i seminari e presidente della sottocommissione per i seminari da marzo del 2020. In precedenza è stato membro della commissione per i seminari e le università dal 2018 al 2020.
Dal luglio 2024 è inoltre patrono della Fondazione "Mater Clementissima" insieme a monsignor Jesús Pulido Arriero, vescovo di Coria-Cáceres. Essa si occupa di promuovere e sostenere la formazione dei sacerdoti e dei seminaristi studenti del Pontificio Collegio Spagnolo di San Giuseppe a Roma.

## Genealogia episcopale
La genealogia episcopale è:
- Cardinale Scipione Rebiba
- Cardinale Giulio Antonio Santori
- Cardinale Girolamo Bernerio, O.P.
- Arcivescovo Galeazzo Sanvitale
- Cardinale Ludovico Ludovisi
- Cardinale Luigi Caetani
- Cardinale Ulderico Carpegna
- Cardinale Paluzzo Paluzzi Altieri degli Albertoni
- Papa Benedetto XIII
- Papa Benedetto XIV
- Papa Clemente XIII
- Cardinale Giovanni Francesco Albani
- Cardinale Carlo Rezzonico
- Cardinale Antonio Dugnani
- Arcivescovo Jean-Charles de Coucy
- Cardinale Gustave-Maximilien-Juste de Croÿ-Solre
- Vescovo Charles-Auguste-Marie-Joseph Forbin-Janson
- Cardinale François-Auguste-Ferdinand Donnet
- Vescovo Charles-Emile Freppel
- Cardinale Louis-Henri-Joseph Luçon
- Cardinale Charles-Henri-Joseph Binet
- Cardinale Maurice Feltin
- Cardinale Jean-Marie Villot
- Arcivescovo Lajos Kada
- Cardinale Carlos Osoro Sierra
- Vescovo Jesús Vidal Chamorro